# Rap Việt (mùa 2)
Mùa thứ hai của chương trình Rap Việt được phát sóng vào lúc 20 giờ thứ 7 hàng tuần trên HTV2 - Vie Channel, VTVCab 1 - Vie Giải Trí từ ngày 16 tháng 10 năm 2021 đến ngày 26 tháng 1 năm 2022.
Seachains trở thành quán quân thứ hai của chương trình trong đêm chung kết diễn ra vào các ngày 22 và 26 tháng 1 năm 2022.

## Vòng chinh phục
- Thí sinh dự thi sẽ tự chọn một ý tưởng hoặc sản phẩm trong văn hóa đại chúng để làm lại bằng ca từ rap của mình và chinh phục những huấn luyện viên (HLV).
- Các HLV lựa chọn thí sinh có tiềm năng và phù hợp với mình về đội bằng cách kích hoạt bàn đạp ngay trước ghế nóng.
- Trong trường hợp có từ hai HLV trở lên chọn một thí sinh cùng lúc, ban giám khảo (BGK) sẽ là những người quyết định thí sinh đó sẽ về với đội của HLV nào mà họ cảm thấy phù hợp. Khi BGK bất đồng quan điểm về việc chọn thí sinh vào đội nào, thí sinh sẽ là người quyết định cuối cùng.
- Cả bốn HLV đều sẽ có một quyền ưu tiên đặc biệt, gọi là nón vàng. Nếu một HLV cảm thấy yêu thích một thí sinh nào đó nhất và không muốn quyền quyết định rơi vào tay BGK, người đó có thể ném chiếc nón màu vàng đặt ở cạnh mỗi ghế của HLV lên sân khấu. Nếu có một HLV ném nón vàng thì thí sinh sẽ thuộc về đội của HLV đó. Nếu có từ hai HLV trở lên dùng quyền năng này một cách thành công, thí sinh sẽ là người quyết định cuối cùng. Mỗi HLV chỉ được phép dùng quyền ưu tiên này 1 lần, nếu sử dụng thành công thì quyền ưu tiên này sẽ không thể sử dụng lại được nữa.
- Kết thúc vòng chinh phục, các HLV sẽ phải tạo thành một đội hình với 9 đến 10 thí sinh để đi tiếp vào vòng trong[cần dẫn nguồn].

| Chú giải | Huấn luyện viên đạp bàn đạp để chọn                                                            | Thí sinh bị loại vì không huấn luyện viên nào đạp bàn đạp để chọn | Huấn luyện viên duy nhất chọn và nhận thí sinh vào đội                                     |
| Chú giải | Huấn luyện viên được Giám khảo hoặc thí sinh chọn                                              | Huấn luyện viên được Giám khảo chọn nhưng bị HLV khác tung nón    | Huấn luyện viên được Giám khảo chọn, bị HLV khác tung nón và tung nón giành lại thành công |
| Chú giải | Huấn luyện viên được Giám khảo chọn, bị HLV khác tung nón và tung nón giành lại nhưng thất bại | Huấn luyện viên tung nón nhưng không được thí sinh chọn           | Huấn luyện viên tung nón và giành thành công hoặc được thí sinh chọn vào đội               |

| Thí sinh (Rap Name) (Nhóm nhạc)                        | Bài hát dự thi 《Bài hát gốc》 (Tác giả gốc)                     | Sự lựa chọn của thí sinh và giám khảo               | Sự lựa chọn của thí sinh và giám khảo               | Sự lựa chọn của thí sinh và giám khảo               | Sự lựa chọn của thí sinh và giám khảo               |
| Thí sinh (Rap Name) (Nhóm nhạc)                        | Bài hát dự thi 《Bài hát gốc》 (Tác giả gốc)                     | Wowy                                                | Karik                                               | Binz                                                | Rhymastic                                           |
| Tập 1 (16/10/2021)                                     | Tập 1 (16/10/2021)                                               | Tập 1 (16/10/2021)                                  | Tập 1 (16/10/2021)                                  | Tập 1 (16/10/2021)                                  | Tập 1 (16/10/2021)                                  |
| ------------------------------------------------------ | ---------------------------------------------------------------- | --------------------------------------------------- | --------------------------------------------------- | --------------------------------------------------- | --------------------------------------------------- |
| Rhymastic, Wowy, Karik, Lil' Knight, JustaTee, Binz    | "Đây là Rap Việt 2"                                              | Bài hát mở đầu của 4 huấn luyện viên và 2 giám khảo | Bài hát mở đầu của 4 huấn luyện viên và 2 giám khảo | Bài hát mở đầu của 4 huấn luyện viên và 2 giám khảo | Bài hát mở đầu của 4 huấn luyện viên và 2 giám khảo |
| Đặng Thành Hưng (16 BrT) (16 Northside)                | "Hiên ngang ngẩng đầu"                                           | —                                                   | —                                                   |                                                     |                                                     |
| Hoàng Hương Quỳnh Mai (Mai Âm Nhạc) (29 ICE Mode)      | "Vòng suy nghĩ" 《Think of You》 (Thu Thủy)                      | —                                                   |                                                     | —                                                   |                                                     |
| Ngô Mai Gia Huy (Mai Ngô)                              | "Không phải tại nó" 《Lạc》 (Rhymastic)                          | —                                                   | —                                                   |                                                     |                                                     |
| Dương Văn An (Dian)                                    | "Envy" 《Ghen》 (Khắc Hưng)                                      | —                                                   | —                                                   | —                                                   | —                                                   |
| Ngô Cao Hoàng Việt (VSoul) (Hustlang)                  | "Falling on You" 《Đã lỡ yêu em nhiều》 (JustaTee)               | —                                                   |                                                     |                                                     |                                                     |
| Huỳnh Long Hải (Seachains) (OTĐ)                       | "Cảm nhận" 《Suy nghĩ trong anh》 (Khắc Việt)                    |                                                     |                                                     |                                                     |                                                     |
| Tập 2 (23/10/2021)                                     |                                                                  |                                                     |                                                     |                                                     |                                                     |
| Trần Viết Hoàng (2Can) (Bạn Có Tài Mà)                 | "Bài này vui phết" 《Khúc nhạc vui》 (Vũ Phương)                 | —                                                   |                                                     |                                                     |                                                     |
| Lê Phước Thành (Night T)                               | "Chuyện tình chàng Sa Đéc" 《Forever Alone》 (JustaTee)          |                                                     |                                                     |                                                     | —                                                   |
| Bùi Minh Mạnh (Decaffeine)                             | "Một vì sao (Star)" 《Lựa chọn một vì sao》 (Quang Huy)          | —                                                   | —                                                   | —                                                   | —                                                   |
| Lê Ngọc Duy (Cà Nâu)                                   | "Mắt nai ơi" 《Mắt nai cha cha cha》 (Sỹ Luân)                   | —                                                   |                                                     |                                                     |                                                     |
| Nguyễn Tuấn Minh (D.Kid) (Thăng Long Hustling Culture) | "Một lần nữa" 《Tell me why》 (Mr.A)                             | —                                                   | —                                                   |                                                     | —                                                   |
| Lê Vũ Đạt (B-Wine) (Under The Hood)                    | "Khải hoàn khúc" 《Đường về》 (Công Hải)                         | —                                                   | —                                                   |                                                     |                                                     |
| Hồ Thiên Ân (Blacka) (Tổ Quạ)                          | "Sài Gòn có em" 《Sài Gòn đẹp lắm》 (Y Vân)                      |                                                     |                                                     |                                                     |                                                     |
| Tập 3 (30/10/2021)                                     |                                                                  |                                                     |                                                     |                                                     |                                                     |
| Hồ Quang Tuấn (T.C) (Rapital)                          | "Fly to the sky" 《Fly with me》 (Mr.A)                          |                                                     |                                                     |                                                     |                                                     |
| Nguyễn Cao Kỳ (Pjpo) (Tổ Quạ)                          | "Lô Tô"                                                          | —                                                   | —                                                   |                                                     | —                                                   |
| Nguyễn Minh Phi (Free) (Funky Guys)                    | "Mùa đông có em" 《Chuyện của mùa đông》 (Phạm Toàn Thắng)       |                                                     | —                                                   | —                                                   |                                                     |
| Nguyễn Khôi Nguyên (Pretty XIX)                        | "Liều thì ăn nhiều" 《Phiêu Du》 (Trần Minh Phi)                 | —                                                   | —                                                   |                                                     |                                                     |
| Đặng Thiên Minh (J Jade)                               | "Thái Bình Dương" 《Lòng mẹ, tình cha》 (Ngọc Sơn)               |                                                     | —                                                   | —                                                   | —                                                   |
| Ngô Xuân Quang (Flex) (Giảng Võ Arena)                 | "Café sáng" 《Buổi Sáng ở Ciao cafe》 (Võ Thiện Thanh)           | —                                                   | —                                                   | —                                                   | —                                                   |
| Lê Tuấn Nghĩa (Shanhao) (LONG BIEN GANGZ)              | "Đẹp trai" 《Đẹp trai thì mới có nhiều đứa yêu》 (Ưng Đại Vệ)    | —                                                   |                                                     |                                                     |                                                     |
| Vương Ngọc Tân (Sol7) (DCOD)                           | "Back to Hometown" 《Đêm nay anh mơ về em》 (Bảo Chấn)           | †                                                   |                                                     |                                                     |                                                     |
| Tập 4 (06/11/2021)                                     |                                                                  |                                                     |                                                     |                                                     |                                                     |
| Phạm Thị Yến Vi (V#) (Under The Hood)                  | "V thang" 《Nắng sân trường》 (Lương Bằng Quang)                 | —                                                   | —                                                   |                                                     |                                                     |
| Nguyễn Chí Thành (Arthur) (30 Cô Bắc MC House)         | "Lá thư thiên sứ" 《Chưa bao giờ mẹ kể》 (Châu Đăng Khoa)        |                                                     | —                                                   | —                                                   | —                                                   |
| Nguyễn Quang Tùng Dương (RAF) (Southside Churchclub)   | "Đừng xa em đêm nay" 《Đừng xa em đêm nay》 (Đức Huy)            |                                                     |                                                     |                                                     |                                                     |
| Nguyễn Hoàng Nam (T.B.O)                               | "The moment of love" 《Khoảnh khắc》 (Trương Quý Hải)            |                                                     | —                                                   | —                                                   | —                                                   |
| Nguyễn Ngọc Đức Trí (D.T) (TTeam)                      | "Lưu Ly" 《Hoa hải đường》 (Jack)                                | —                                                   | —                                                   | —                                                   | —                                                   |
| Lê Minh Quốc (Xám) (Bạn Có Tài Mà)                     | "Em" 《Mascara》 (Chillies)                                      |                                                     |                                                     |                                                     |                                                     |
| Nguyễn Công Lập (Lập Nguyên)                           | "Cùng yêu cùng cố" 《Bay giữa ngân hà》 (Nguyễn Văn Chung)       |                                                     | —                                                   | —                                                   | —                                                   |
| Đỗ Hoàng Hải (Coldzy)                                  | "Ngọn nến" 《Ngọn nến trước gió》 (JustaTee, LK)                 |                                                     |                                                     |                                                     |                                                     |
| Tập 5 (13/11/2021)                                     |                                                                  |                                                     |                                                     |                                                     |                                                     |
| Tiên Ngọc Diệp (Sidie) (29 ICE Mode)                   | "Bánh cuốn" 《Bánh trôi nước》 (Hồ Hoài Anh)                     | —                                                   |                                                     | —                                                   | —                                                   |
| Phạm Hoàng Hải (Phaos) (Tổ Quạ)                        | "Gọi tên tôi" 《Gọi tên tôi nhé bạn thân hỡi》 (Vĩnh Tâm)        |                                                     | —                                                   | —                                                   | —                                                   |
| Vũ Đặng Lê Anh (Lai Boom Boom)                         | "Đừng để nhắc tên" 《Tự giác đi》 (Bùi Công Nam)                 | —                                                   | —                                                   | —                                                   | —                                                   |
| Mai Thanh An (DLow) (Tổ Quạ)                           | "Lucky Boy" 《BlackJack》 (Soobin Hoàng Sơn & Binz)              |                                                     |                                                     |                                                     |                                                     |
| Nguyễn Ngọc Hưng (Killic)                              | "Sẽ ổn thôi" 《Cứ chill thôi》 (Trần Duy Khang)                  | —                                                   |                                                     |                                                     | —                                                   |
| Bùi Đức Trần Hoàn (Im Possible)                        | "Born to do this" 《Đời là thế thôi》 (Quách Beem)               | —‡                                                  | —                                                   |                                                     |                                                     |
| Trần Trung Hiếu (Lil' Wuyn) (95G)                      | "Còn thở là còn gỡ" 《Kiếp đỏ đen》 (Duy Mạnh)                   |                                                     |                                                     |                                                     |                                                     |
| Tập 6 (20/11/2021)                                     |                                                                  |                                                     |                                                     |                                                     |                                                     |
| Nguyễn Ngọc Huy ($A Milo) (Sick Artist)                | "Về với đội của anh" 《Về đội của anh》 (BigDaddy, Touliver)     | —                                                   | —                                                   |                                                     |                                                     |
| Lý Quốc Phong (Obito) (OTĐ) (OCEAN M.O.B)              | "Ngày mai là tương lai" 《Ngày mai》 (Lưu Thiên Hương)           |                                                     |                                                     |                                                     |                                                     |
| Nguyễn Minh Quân (TDO Kwan)                            | "Ước mơ của mẹ" 《Lớn rồi còn khóc nhè》 (Nguyễn Hải Phong)      | —                                                   | —                                                   | ᛩ                                                   |                                                     |
| Hoàng Tiến Anh (Hoàng Anh)                             | "Nơi đâu đó" 《Đi về đâu》 (Tiên Tiên)                           |                                                     | —                                                   | —                                                   | ᛩ                                                   |
| Hoàng Xuân Thắng (6a6y 9ang) (Hustlang)                | "Tía má em" 《Tía em má em》 (Văn Lương)                         |                                                     | —                                                   | —                                                   |                                                     |
| Vũ Hoàng Minh Đức (EMD)                                | "Xẻ Đôi" 《Ngôi Sao Lẻ Loi》 (LK, JustaTee)                      | ᛩ                                                   | —                                                   | —                                                   | —                                                   |
| Nguyễn Kim Anh (Kellie)                                | "Đẹp từ trong xương" 《Là con gái thật tuyệt》 (Lê Cát Trọng Lý) |                                                     | —                                                   |                                                     | —                                                   |
| Trần Đăng Khoa (Freaky) (The V Poison)                 | "Teen Rap Việt" 《Teen vọng cổ》 (Trần Anh Khôi)                 | ᛩ                                                   |                                                     | ᛩ                                                   |                                                     |

†: HLV đạp ”đặt cọc”.
‡: HLV được HLV khác “đạp bàn đạp giùm”.
ᛩ: HLV đạp chọn nhưng không hợp lệ do đội đã đủ người.
- Vì một vài lý do như thời lượng chương trình, tiến độ phát sóng nên phần thi của nhiều thí sinh khác không được lên sóng.

### Đội hình sau vòng chinh phục
Chú thích
     Thí sinh được chọn nhờ nón vàng của HLV
| Tên HLV   | Các thí sinh                                      | Các thí sinh                                           | Các thí sinh                              |
| --------- | ------------------------------------------------- | ------------------------------------------------------ | ----------------------------------------- |
| Rhymastic | Đặng Thành Hưng (16 BrT) (16 Northside)           | Ngô Mai Gia Huy (Mai Ngô)                              | Lê Vũ Đạt (B-Wine) (Under The Hood)       |
| Rhymastic | Hồ Quang Tuấn (T.C) (Rapital)                     | Mai Thanh An (DLow) (West Gangz)                       | Trần Trung Hiếu (Lil' Wuyn) (95G)         |
| Rhymastic | Ngô Cao Hoàng Việt (VSoul) (Hustlang)             | Nguyễn Quang Tùng Dương (RAF) (Southside Churchclub)   | Nguyễn Minh Quân (TDO Kwan)               |
| Wowy      | Lê Phước Thành (Night T)                          | Hồ Thiên Ân (Blacka) (Tổ Quạ)                          | Đặng Thiên Minh (J Jade)                  |
| Wowy      | Nguyễn Chí Thành (Arthur) (30 Cô Bắc MC House)    | Nguyễn Công Lập (Lập Nguyên)                           | Phạm Hoàng Hải (Phaos) (Tổ Quạ)           |
| Wowy      | Nguyễn Minh Phi (Free) (Funky Guys)               | Nguyễn Hoàng Nam (T.B.O)                               | Hoàng Tiến Anh (Hoàng Anh)                |
| Wowy      | Hoàng Xuân Thắng (6a6y 9ang) (Hustlang)           |                                                        |                                           |
| Karik     | Hoàng Hương Quỳnh Mai (Mai Âm Nhạc) (29 ICE Mode) | Huỳnh Long Hải (Seachains) (OTĐ)                       | Lê Tuấn Nghĩa (Shanhao) (LONG BIEN GANGZ) |
| Karik     | Lê Minh Quốc (Xám) (Bạn Có Tài Mà)                | Tiên Ngọc Diệp (Sidie) (29 ICE Mode)                   | Nguyễn Ngọc Hưng (Killic)                 |
| Karik     | Trần Viết Hoàng (2Can) (Bạn Có Tài Mà)            | Đỗ Hoàng Hải (Coldzy)                                  | Trần Đăng Khoa (Freaky) (The V Poison)    |
| Binz      | Lê Ngọc Duy (Cà Nâu)                              | Nguyễn Tuấn Minh (D.Kid) (Thăng Long Hustling Culture) | Nguyễn Khôi Nguyên (Pretty XIX)           |
| Binz      | Vương Ngọc Tân (Sol7) (DCOD)                      | Bùi Đức Trần Hoàn (Im Possible)                        | Nguyễn Cao Kỳ (Pjpo) (Tổ Quạ)             |
| Binz      | Phạm Thị Yến Vi (V#) (Under The Hood)             | Nguyễn Ngọc Huy ($A Milo) (Sick Artist)                | Lý Quốc Phong (Obito) (OTĐ) (OCEAN M.O.B) |
| Binz      | Nguyễn Kim Anh (Kellie)                           |                                                        |                                           |

## Vòng đối đầu
- Các HLV tiến hành bắt cặp các thi sinh (không bao gồm thí sinh đã biểu diễn trong vòng đó rồi được HLV đó cứu) trong đội thành từng cặp đối đầu, mỗi cặp sẽ được HLV ra đề tài để cùng sáng tác và biểu diễn cùng một tiết mục theo chủ đề mà HLV đưa ra.
- Sau tiết mục đối đầu, BGK sẽ chọn ra thí sinh thắng trận để đi tiếp, thí sinh còn lại sẽ bước vào trận giải cứu. Nếu BGK bất đồng quan điểm, quyền phân định thắng thua sẽ trao lại cho HLV.
- Các thí sinh thua trận sẽ thi đấu trong trận giải cứu, mỗi thí sinh sẽ chọn một trong hai nhạc nền đã được chuẩn bị sẵn để sáng tác và trình diễn tại chỗ theo đề tài mà HLV đưa ra, HLV sẽ chọn thêm một thí sinh duy nhất để đi tiếp. Quyền nón vàng tiếp tục được áp dụng theo cách thức của vòng trước để cứu một thí sinh thua trận từ đội khác (không được dùng để cứu thí sinh của đội mình). Trong trường hợp có 2 nón vàng trở lên, thí sinh sẽ là người quyết định về với HLV phù hợp
- Kết thúc vòng đối đầu, các HLV sẽ còn lại 6 thí sinh gồm 5 thí sinh được đi tiếp và một thí sinh được cứu từ HLV khác bằng nón vàng.

| Chú giải | Thí sinh thắng trận đối đầu                                         | Thí sinh thua trận nhưng được huấn luyện viên khác tung nón cứu | Thí sinh thua trận phải bước vào trận Giải cứu | Thí sinh an toàn sau trận Giải cứu                    |
| Chú giải | Huấn luyện viên cứu thí sinh thành công hoặc được thí sinh lựa chọn | Huấn luyện viên tung nón vàng cứu thí sinh                      | Thí sinh bị loại                               | †: Tiết mục HLV được trao quyền chọn thí sinh đi tiếp |

### ĐộiKarik(tập 7 - 27/11/2021)
Chủ đề: Thị Phi
| Thứ tự | Bài hát dự thi 《Bài hát gốc》 (Tác giả gốc) | Thí sinh 1                                        | Thí sinh 2                             | Thí sinh 3                       | Huấn luyện viên khác cứu | Huấn luyện viên khác cứu | Huấn luyện viên khác cứu |
| Thứ tự | Bài hát dự thi 《Bài hát gốc》 (Tác giả gốc) | Thí sinh 1                                        | Thí sinh 2                             | Thí sinh 3                       | Wowy                     | Binz                     | Rhymastic                |
| ------ | -------------------------------------------- | ------------------------------------------------- | -------------------------------------- | -------------------------------- | ------------------------ | ------------------------ | ------------------------ |
| 1      | "Đó là anh"                                  | Trần Viết Hoàng (2Can) (Bạn Có Tài Mà)            | Trần Đăng Khoa (Freaky) (The V Poison) | —                                | —                        | —                        | —                        |
| 2      | "Ý niệm" 《Băn khoăn》 (Rhymastic)           | Hoàng Hương Quỳnh Mai (Mai Âm Nhạc) (29 ICE Mode) | Đỗ Hoàng Hải (Coldzy)                  | —                                | —                        | —                        | —                        |
| 3      | "Dramasita"                                  | Lê Tuấn Nghĩa (Shanhao) (LONG BIEN GANGZ)         | Tiên Ngọc Diệp (Sidie) (29 ICE Mode)   | Huỳnh Long Hải (Seachains) (OTĐ) | —                        |                          | —                        |
| 4      | "Vĩnh biệt" † 《Phai》 (Microwave)           | Lê Minh Quốc (Xám) (Bạn Có Tài Mà)                | Nguyễn Ngọc Hưng (Killic)              | —                                | —                        | Đã sử dụng               | —                        |

Trận Giải cứu
Chủ đề: Diss một trong 6 người (HLV & Giám khảo)
| Thứ tự | Thí sinh                                          | Kết quả    |
| ------ | ------------------------------------------------- | ---------- |
| 1      | Trần Viết Hoàng (2Can) (Bạn Có Tài Mà)            | Bị loại    |
| 2      | Hoàng Hương Quỳnh Mai (Mai Âm Nhạc) (29 ICE Mode) | Bị loại    |
| 3      | Tiên Ngọc Diệp (Sidie) (29 ICE Mode)              | Karik chọn |
| 4      | Nguyễn Ngọc Hưng (Killic)                         | Bị loại    |
| 5      | Huỳnh Long Hải (Seachains) (OTĐ)                  | Bonus      |

1. ^  Do Trấn Thành yêu cầu

|}

### ĐộiRhymastic(tập 8 - 04/12/2021)
Chủ đề: Kết nối
| Thứ tự | Bài hát dự thi 《Bài hát gốc》 (Tác giả gốc)    | Thí sinh 1                          | Thí sinh 2                                           | Thí sinh 3                    | Huấn luyện viên khác cứu | Huấn luyện viên khác cứu | Huấn luyện viên khác cứu |
| Thứ tự | Bài hát dự thi 《Bài hát gốc》 (Tác giả gốc)    | Thí sinh 1                          | Thí sinh 2                                           | Thí sinh 3                    | Wowy                     | Karik                    | Binz                     |
| ------ | ----------------------------------------------- | ----------------------------------- | ---------------------------------------------------- | ----------------------------- | ------------------------ | ------------------------ | ------------------------ |
| 1      | "Hơn cả nó kia"                                 | Ngô Mai Gia Huy (Mai Ngô)           | Đặng Thành Hưng (16 BrT) (16 Northside)              | —                             | —                        | —                        | Đã sử dụng               |
| 2      | "Dấu chân" † 《Cho Tôi Đi Theo》 (Ngọt ft. Đen) | Mai Thanh An (Dlow) (Tổ Quạ)        | Nguyễn Minh Quân (TDO Kwan)                          | Hồ Quang Tuấn (T.C) (Rapital) | —                        |                          | Đã sử dụng               |
| 3      | "Em có muốn"                                    | Trần Trung Hiếu (Lil' Wuyn) (95G)   | Nguyễn Quang Tùng Dương (RAF) (Southside Churchclub) | —                             | —                        | Đã sử dụng               | Đã sử dụng               |
| 4      | "Bỏ túi"                                        | Lê Vũ Đạt (B-Wine) (Under The Hood) | Ngô Cao Hoàng Việt (VSoul) (Hustlang)                | —                             | —                        | Đã sử dụng               | Đã sử dụng               |

Trận Giải cứu
Chủ đề: Âm thanh lạ
| Thứ tự | Thí sinh                                             | Kết quả        |
| ------ | ---------------------------------------------------- | -------------- |
| 1      | Ngô Mai Gia Huy (Mai Ngô)                            | Bị loại        |
| 2      | Nguyễn Minh Quân (TDO Kwan)                          | Bị loại        |
| 3      | Nguyễn Quang Tùng Dương (RAF) (Southside Churchclub) | Bị loại        |
| 4      | Ngô Cao Hoàng Việt (VSoul) (Hustlang)                | Rhymastic chọn |

### ĐộiWowy(tập 9 - 11/12/2021)
Chủ đề: Món quà được tặng
| Thứ tự | Bài hát dự thi 《Bài hát gốc》 (Tác giả gốc) | Thí sinh 1                                     | Thí sinh 2                      | Thí sinh 3                              | Huấn luyện viên khác cứu | Huấn luyện viên khác cứu | Huấn luyện viên khác cứu |
| Thứ tự | Bài hát dự thi 《Bài hát gốc》 (Tác giả gốc) | Thí sinh 1                                     | Thí sinh 2                      | Thí sinh 3                              | Karik                    | Binz                     | Rhymastic                |
| ------ | -------------------------------------------- | ---------------------------------------------- | ------------------------------- | --------------------------------------- | ------------------------ | ------------------------ | ------------------------ |
| 1      | "Hẹn thư sau"                                | Nguyễn Chí Thành (Arthur) (30 Cô Bắc MC House) | Hồ Thiên Ân (Blacka) (Tổ Quạ)   | —                                       | Đã sử dụng               | Đã sử dụng               | —                        |
| 2      | "Tặng một món quà"                           | Đặng Thiên Minh (J Jade)                       | Phạm Hoàng Hải (Phaos) (Tổ Quạ) | —                                       | Đã sử dụng               | Đã sử dụng               | —                        |
| 3      | "Quả cầu pha lê"                             | Lê Phước Thành (Night T)                       | Hoàng Tiến Anh (Hoàng Anh)      | Nguyễn Công Lập (Lập Nguyên)            | Đã sử dụng               | Đã sử dụng               | —                        |
| 4      | "Cổ tích có thật" †                          | Nguyễn Minh Phi (Free) (Funky Guys)            | Nguyễn Hoàng Nam (T.B.O)        | Hoàng Xuân Thắng (6a6y 9ang) (Hustlang) | Đã sử dụng               | Đã sử dụng               | —                        |

Trận Giải cứu
Chủ đề: Thứ ta cho đi khi còn sống
| Thứ tự | Thí sinh                                       | Kết quả   |
| ------ | ---------------------------------------------- | --------- |
| 1      | Nguyễn Chí Thành (Arthur) (30 Cô Bắc MC House) | Bị loại   |
| 2      | Phạm Hoàng Hải (Phaos) (Tổ Quạ)                | Bị loại   |
| 3      | Lê Phước Thành (Night T)                       | Bị loại   |
| 4      | Nguyễn Công Lập (Lập Nguyên)                   | Bị loại   |
| 5      | Nguyễn Minh Phi (Free) (Funky Guys)            | Wowy chọn |
| 6      | Nguyễn Hoàng Nam (T.B.O)                       | Bị loại   |

Dự án đặc biệt: Dự án đặc biệt được Wowy giành tặng cho 1 bạn fan của Wowy và chương trình. Từ phần trang trí sân khấu bằng những lá thư bạn fan viết đến các tiết mục và quà tặng là quả cầu pha lê có chữ ký của Trấn Thành và Karik. Các bài hát được trình diễn và chủ đề phần giải cứu đều là 1 tin nhắn để gửi đến bạn fan và thông điệp trên các lá thư của fan. Ngoài 4 phần thi được phát sóng sẽ có 1 tiết mục đặc biệt không được phát sóng mà chỉ bán để góp tiền ủng hộ cho bệnh viện Nhi Đồng.

### ĐộiBinz(tập 10 - 18/12/2021)
Chủ đề: Trò chơi dân gian
| Thứ tự | Bài hát dự thi 《Bài hát gốc》 (Tác giả gốc) | Thí sinh 1                                             | Thí sinh 2                              | Thí sinh 3              | Huấn luyện viên khác cứu | Huấn luyện viên khác cứu | Huấn luyện viên khác cứu |
| Thứ tự | Bài hát dự thi 《Bài hát gốc》 (Tác giả gốc) | Thí sinh 1                                             | Thí sinh 2                              | Thí sinh 3              | Wowy                     | Karik                    | Rhymastic                |
| ------ | -------------------------------------------- | ------------------------------------------------------ | --------------------------------------- | ----------------------- | ------------------------ | ------------------------ | ------------------------ |
| 1      | "Bước nhảy xì tin"                           | Nguyễn Tuấn Minh (D.Kid) (Thăng Long Hustling Culture) | Phạm Thị Yến Vi (V#) (Under The Hood)   | Nguyễn Kim Anh (Kellie) | —                        | Đã sử dụng               | —                        |
| 2      | "Nghe - Nói"                                 | Lý Quốc Phong (Obito) (OTĐ) (OCEAN M.O.B)              | Nguyễn Cao Kỳ (Pjpo) (Tổ Quạ)           | —                       |                          | Đã sử dụng               | —                        |
| 3      | "1, 2, 3" †                                  | Bùi Đức Trần Hoàn (Im Possible)                        | Nguyễn Ngọc Huy ($A Milo) (Sick Artist) | Lê Ngọc Duy (Cà Nâu)    | Đã sử dụng               | Đã sử dụng               | —                        |
| 4      | "101520" †                                   | Nguyễn Khôi Nguyên (Pretty XIX)1                       | Vương Ngọc Tân (Sol7) (DCOD)            | —                       | Đã sử dụng               | Đã sử dụng               |                          |

Trận Giải cứu
Chủ đề: Thắng thua
| Thứ tự | Thí sinh                                               | Kết quả   |
| ------ | ------------------------------------------------------ | --------- |
| 1      | Nguyễn Tuấn Minh (D.Kid) (Thăng Long Hustling Culture) | Bị loại   |
| 2      | Phạm Thị Yến Vi (V#) (Under The Hood)                  | Bị loại   |
| 3      | Lê Ngọc Duy (Cà Nâu)                                   | Bị loại   |
| 4      | Bùi Đức Trần Hoàn (Im Possible)                        | Binz chọn |

1. ^ Trận thứ 4, Rhymastic sử dụng nón vàng để cứu thí sinh trước khi giám khảo phân thắng bại, kết quả Sol7 thắng trận và Pretty XIX được giải cứu nhờ nón vàng.

### Đội hình sau vòng đối đầu
Chú thích
     Thí sinh được cứu từ đội HLV khác nhờ nón vàng
     Thí sinh ở HLV cũ được HLV khác cứu (tên thí sinh được gạch ngang)
     Thí sinh được chọn đi tiếp ở vòng Giải cứu
     Thí sinh bị loại
| Tên HLV   | Các thí sinh                              | Các thí sinh                              | Các thí sinh                              | Các thí sinh                              | Các thí sinh                                           |
| Tên HLV   | Đi tiếp                                   | Đi tiếp                                   | Đi tiếp                                   | Đi tiếp                                   | Bị loại                                                |
| --------- | ----------------------------------------- | ----------------------------------------- | ----------------------------------------- | ----------------------------------------- | ------------------------------------------------------ |
| Karik     | Trần Đăng Khoa (Freaky) (The V Poison)    | Đỗ Hoàng Hải (Coldzy)                     | Đỗ Hoàng Hải (Coldzy)                     | Huỳnh Long Hải (Seachains) (OTĐ)          | Trần Viết Hoàng (2Can)                                 |
| Karik     | Lê Minh Quốc (Xám) (Bạn Có Tài Mà)        | Tiên Ngọc Diệp (Sidie) (29 ICE Mode)      | Tiên Ngọc Diệp (Sidie) (29 ICE Mode)      | Mai Thanh An (DLow) (West Gangz)          | Hoàng Hương Quỳnh Mai (Mai Âm Nhạc) (29 ICE Mode)      |
| Karik     | Lê Tuấn Nghĩa (Shanhao) (LONG BIEN GANGZ) | Lê Tuấn Nghĩa (Shanhao) (LONG BIEN GANGZ) | Lê Tuấn Nghĩa (Shanhao) (LONG BIEN GANGZ) | Lê Tuấn Nghĩa (Shanhao) (LONG BIEN GANGZ) | Nguyễn Ngọc Hưng (Killic)                              |
| Rhymastic | Đặng Thành Hưng (16 BrT) (16 Northside)   | Hồ Quang Tuấn (T.C) (Rapital)             | Hồ Quang Tuấn (T.C) (Rapital)             | Trần Trung Hiếu (Lil' Wuyn) (95G)         | Ngô Mai Gia Huy (Mai Ngô)                              |
| Rhymastic | Lê Vũ Đạt (B-Wine) (Under The Hood)       | Ngô Cao Hoàng Việt (VSoul) (Hustlang)     | Ngô Cao Hoàng Việt (VSoul) (Hustlang)     | Nguyễn Khôi Nguyên (Pretty XIX)           | Nguyễn Minh Quân (TDO Kwan)                            |
| Rhymastic | Mai Thanh An (DLow) (West Gangz)          | Mai Thanh An (DLow) (West Gangz)          | Mai Thanh An (DLow) (West Gangz)          | Mai Thanh An (DLow) (West Gangz)          | Nguyễn Quang Tùng Dương (RAF) (Southside Churchclub)   |
| Wowy      | Hồ Thiên Ân (Blacka) (Tổ Quạ)             | Đặng Thiên Minh (J Jade)                  | Đặng Thiên Minh (J Jade)                  | Hoàng Tiến Anh (Hoàng Anh)                | Nguyễn Chí Thành (Arthur) (30 Cô Bắc MC House)         |
| Wowy      | Hồ Thiên Ân (Blacka) (Tổ Quạ)             | Đặng Thiên Minh (J Jade)                  | Đặng Thiên Minh (J Jade)                  | Hoàng Tiến Anh (Hoàng Anh)                | Phạm Hoàng Hải (Phaos) (Tổ Quạ)                        |
| Wowy      | Hồ Thiên Ân (Blacka) (Tổ Quạ)             | Đặng Thiên Minh (J Jade)                  | Đặng Thiên Minh (J Jade)                  | Hoàng Tiến Anh (Hoàng Anh)                | Lê Phước Thành (Night T)                               |
| Wowy      | Hoàng Xuân Thắng (6a6y 9ang) (Hustlang)   | Nguyễn Minh Phi (Free) (Funky Guys)       | Nguyễn Minh Phi (Free) (Funky Guys)       | Nguyễn Cao Kỳ (Pjpo) (Tổ Quạ)             |                                                        |
| Wowy      | Hoàng Xuân Thắng (6a6y 9ang) (Hustlang)   | Nguyễn Minh Phi (Free) (Funky Guys)       | Nguyễn Minh Phi (Free) (Funky Guys)       | Nguyễn Cao Kỳ (Pjpo) (Tổ Quạ)             | Nguyễn Hoàng Nam (T.B.O)                               |
| Wowy      | Hoàng Xuân Thắng (6a6y 9ang) (Hustlang)   | Nguyễn Minh Phi (Free) (Funky Guys)       | Nguyễn Minh Phi (Free) (Funky Guys)       | Nguyễn Cao Kỳ (Pjpo) (Tổ Quạ)             | Nguyễn Công Lập (Lập Nguyên)                           |
| Binz      | Nguyễn Kim Anh (Kellie)                   | Lý Quốc Phong (Obito) (OTĐ) (OCEAN M.O.B) | Lý Quốc Phong (Obito) (OTĐ) (OCEAN M.O.B) | Nguyễn Ngọc Huy ($A Milo) (Sick Artist)   | Nguyễn Tuấn Minh (D.Kid) (Thăng Long Hustling Culture) |
| Binz      | Vương Ngọc Tân (Sol7) (DCOD)              | Bùi Đức Trần Hoàn (Im Possible)           | Bùi Đức Trần Hoàn (Im Possible)           | Lê Tuấn Nghĩa (Shanhao) (LONG BIEN GANGZ) | Phạm Thị Yến Vi (V#) (Under The Hood)                  |
| Binz      | Nguyễn Cao Kỳ (Pjpo) (Tổ Quạ)             | Nguyễn Cao Kỳ (Pjpo) (Tổ Quạ)             | Nguyễn Khôi Nguyên (Pretty XIX)           | Nguyễn Khôi Nguyên (Pretty XIX)           | Lê Ngọc Duy (Cà Nâu)                                   |

- Đội Wowy là đội duy nhất không nhận được bất kỳ 1 nón vàng nào từ 3 HLV khác.
- Đội Binz là đội duy nhất nhận được 2 nón vàng.

## Vòng bứt phá
24 thí sinh còn lại của cả 4 đội được chia thành 6 bảng đấu, mỗi bảng gồm 4 thí sinh từ 4 đội khác nhau. Các thí sinh sáng tác và trình bày tác phẩm của mình theo đề tài được chương trình đưa ra. Khi cả bốn thí sinh hoàn thành tiết mục trong bảng đấu, BGK và các HLV sẽ bình chọn để tìm ra 1 người chiến thắng (các HLV không được bình chọn cho thí sinh đội mình).
Mỗi giám khảo sẽ có một chiếc nón vàng. Kết thúc phần thi của cả 6 bảng, mỗi giám khảo sẽ sử dụng chiếc nón này để trao cho một trong số các thí sinh bị loại từ tất cả các bảng mà họ cho rằng là xứng đáng để bước tiếp vào vòng Chung kết. Như vậy sau vòng này, 6 người chiến thắng từ 6 bảng và 2 thí sinh được cứu bởi nón vàng của hai giám khảo sẽ được bước tiếp vào vòng Chung kết.
Trường hợp có hai thí sinh trở lên có cùng số phiếu bình chọn cao nhất, mỗi người sẽ chọn cho mình một trong hai đoạn beat (với 8 khuông nhạc) và trình diễn ngay lập tức trong cùng một chủ đề mà giám khảo đưa ra để quyết định ai là người chiến thắng cuối cùng.
Chú thích
     Thí sinh đi tiếp vào vòng Chung kết.
     Thí sinh đi tiếp vào vòng Chung kết nhờ nón vàng của Ban giám khảo.
     Thí sinh bị loại

### Bảng A (tập 11 - 25/12/2021)
Chủ đề: 24 giờ
| Thứ tự | Tên thí sinh                        | Đội       | Tên bài hát        | Điểm |
| ------ | ----------------------------------- | --------- | ------------------ | ---- |
| Tập 11 |                                     |           |                    |      |
| 1      | Nguyễn Cao Kỳ (Pjpo) (Tổ Quạ)       | Wowy      | "00:00"            | 1/6  |
| 2      | Lê Minh Quốc (Xám) (Bạn Có Tài Mà)  | Karik     | "Yêu nhé"          | 0/6  |
| 3      | Vương Ngọc Tân (Sol7) (DCOD)        | Binz      | "Nhập gia tùy tục" | 2/6  |
| 4      | Lê Vũ Đạt (B-Wine) (Under The Hood) | Rhymastic | "Tin hot nhất"     | 3/6  |

1. ^  Xám được hỗ trợ bởi Orange và biên đạo Lan Nhi.
2. ^  Sol7 được hỗ trợ bởi Ciin.
3. ^  B-Wine được hỗ trợ bởi biên đạo Xuân Thảo & biên đạo Đình Lộc.

### Bảng B (tập 11 - 25/12/2021 và tập 12 - 01/01/2022)
Chủ đề: Trong nhà ngoài phố
| Thứ tự | Tên thí sinh                              | Đội       | Tên bài hát                    | Điểm |
| ------ | ----------------------------------------- | --------- | ------------------------------ | ---- |
| Tập 11 |                                           |           |                                |      |
| 1      | Đỗ Hoàng Hải (Coldzy)                     | Karik     | "Bến đỗ"                       | 1/6  |
| 2      | Hồ Thiên Ân (Blacka) (Tổ Quạ)             | Wowy      | "Tâm hồn Việt Nam"             | 4/6  |
| Tập 12 |                                           |           |                                |      |
| 3      | Hồ Quang Tuấn (T.C) (Rapital)             | Rhymastic | "T.C Ngoan (Thằng cháu ngoan)" | 0/6  |
| 4      | Lý Quốc Phong (Obito) (OTĐ) (OCEAN M.O.B) | Binz      | "Vẫn là trai tốt"              | 1/6  |

1. ^  Blacka được hỗ trợ bởi Arthur, Bảo Uyên, Tuệ Phương, Đào Tín, Dật Hanh và cả huấn luyện viên Wowy.
2. ^  T.C  được hỗ trợ bởi nhóm nhảy La Différence Crew.

### Bảng C (tập 12 - 01/01/2022)
Chủ đề: Trong nhà ngoài phố
| Thứ tự | Tên thí sinh                              | Đội       | Tên bài hát                | Điểm |
| ------ | ----------------------------------------- | --------- | -------------------------- | ---- |
| Tập 12 |                                           |           |                            |      |
| 1      | Đặng Thiên Minh (J Jade)                  | Wowy      | "Trăng mật trên mặt trăng" | 1/6  |
| 2      | Lê Tuấn Nghĩa (Shanhao) (LONG BIEN GANGZ) | Binz      | "Shanvillahao"             | 0/6  |
| 3      | Ngô Cao Hoàng Việt (VSoul) (Hustlang)     | Rhymastic | "Tầng tầng lớp love"       | 4/6  |
| 4      | Trần Đăng Khoa (Freaky) (The V Poison)    | Karik     | "Sân khấu lầm tưởng"       | 1/6  |

1. ^  J Jade được hỗ trợ bởi YU.
2. ^  Shanhao được hỗ trợ bởi Jenni - Arlet.
3. ^  Freaky được hỗ trợ bởi Orange.

### Bảng D (tập 13 - 08/01/2022)
Chủ đề: 24 giờ
| Thứ tự | Tên thí sinh                         | Đội       | Tên bài hát             | Điểm |
| ------ | ------------------------------------ | --------- | ----------------------- | ---- |
| Tập 13 |                                      |           |                         |      |
| 1      | Nguyễn Khôi Nguyên (Pretty XIX)      | Rhymastic | "Nguyên's Team vào hết" | 0/6  |
| 2      | Tiên Ngọc Diệp (Sidie) (29 ICE Mode) | Karik     | "Có cũng được"          | 2/6  |
| 3      | Nguyễn Minh Phi (Free) (Funky Guys)  | Wowy      | "Lựa chọn"              | 1/6  |
| 4      | Nguyễn Kim Anh (Kellie)              | Binz      | "No Love"               | 3/6  |

1. ^  Pretty XIX được hỗ trợ bởi 2Pillz.

### Bảng E (tập 13 - 08/01/2022 và tập 14 - 15/01/2022)
Chủ đề: 24 giờ
| Thứ tự | Tên thí sinh                            | Đội       | Tên bài hát     | Điểm |
| ------ | --------------------------------------- | --------- | --------------- | ---- |
| Tập 13 |                                         |           |                 |      |
| 1      | Nguyễn Ngọc Huy ($A Milo) (Sick Artist) | Binz      | "$A Milo"       | 1/6  |
| 2      | Mai Thanh An (DLow) (Tổ Quạ)            | Karik     | "Thủy triều đỏ" | 4/6  |
| Tập 14 |                                         |           |                 |      |
| 3      | Đặng Thành Hưng (16 BrT) (16 Northside) | Rhymastic | "Lênh đênh"     | 0/6  |
| 4      | Hoàng Tiến Anh (Hoàng Anh)              | Wowy      | "Dân chơi"      | 1/6  |

1. ^  $A Milo được hỗ trợ bởi The Villain.
2. ^  16 BrT được hỗ trợ bởi Evy.
3. Sau khi DLow được chọn là người đi tiếp. Những thí sinh còn lại trong bảng được MC Trấn Thành đưa ra yêu cầu rap một đoạn 8bar thay vì sẽ đưa ra lời nhận xét và cảm xúc của mình.                                                                Chủ đề: Nếu như không phải là Rapper thì bạn sẽ làm gì

- Hoàng Anh được cứu bởi JustaTee.

### Bảng F (tập 14 - 15/01/2022)
Chủ đề: Trong nhà ngoài phố
| Thứ tự | Tên thí sinh                            | Đội       | Tên bài hát                 | Điểm |
| ------ | --------------------------------------- | --------- | --------------------------- | ---- |
| Tập 14 |                                         |           |                             |      |
| 1      | Hoàng Xuân Thắng (6a6y 9ang) (Hustlang) | Wowy      | "Sài Gòn Nghệ"              | 0/6  |
| 2      | Bùi Đức Trần Hoàn (Im Possible)         | Binz      | "Nothing is impossible"     | 0/6  |
| 3      | Huỳnh Long Hải (Seachains) (OTĐ)        | Karik     | "Cánh cửa và người đàn ông" | 3/6  |
| 4      | Trần Trung Hiếu (Lil' Wuyn) (95G)       | Rhymastic | "Silence"                   | 3/6  |

1. ^  Lil' Wuyn được hỗ trợ bởi nghệ sĩ Violin FATB và vũ đoàn Joker Rock.

- Lil' Wuyn được cứu bởi Lil' Knight.

Vòng 8Bar
Chủ đề: Tỉnh dậy khi bạn là nữ, bạn sẽ làm gì?
Kết quả: Seachains giành chiến thắng và đi tiếp.

### Đội hình sau vòng bứt phá
| Bảng | Wowy                                    | Karik                                  | Binz                                      | Rhymastic                               |
| ---- | --------------------------------------- | -------------------------------------- | ----------------------------------------- | --------------------------------------- |
| A    | Nguyễn Cao Kỳ (Pjpo) (Tổ Quạ)           | Lê Minh Quốc (Xám) (Bạn Có Tài Mà)     | Vương Ngọc Tân (Sol7) (DCOD)              | Lê Vũ Đạt (B-Wine) (Under The Hood)     |
| B    | Hồ Thiên Ân (Blacka) (Tổ Quạ)           | Đỗ Hoàng Hải (Coldzy)                  | Lý Quốc Phong (Obito) (OTĐ) (OCEAN M.O.B) | Hồ Quang Tuấn (RPT T.C) (Rapital)       |
| C    | Đặng Thiên Minh (J Jade)                | Trần Đăng Khoa (Freaky) (The V Poison) | Lê Tuấn Nghĩa (Shanhao) (LONG BIEN GANGZ) | Ngô Cao Hoàng Việt (VSoul) (Hustlang)   |
| D    | Nguyễn Minh Phi (Free) (Funky Guys)     | Tiên Ngọc Diệp (Sidie) (29 ICE Mode)   | Nguyễn Kim Anh (Kellie)                   | Nguyễn Khôi Nguyên (Pretty XIX)         |
| E    | Hoàng Tiến Anh (Hoàng Anh)              | Mai Thanh An (DLow) (Tổ Quạ)           | Nguyễn Ngọc Huy ($A Milo) (Sick Artist)   | Đặng Thành Hưng (16 BrT) (16 Northside) |
| F    | Hoàng Xuân Thắng (6A6Y 9ANG) (Hustlang) | Huỳnh Long Hải (Seachains) (OTĐ)       | Bùi Đức Trần Hoàn (IM possible)           | Trần Trung Hiếu (Lil' Wuyn) (95G)       |

## Vòng chung kết
8 thí sinh còn lại sẽ phải tham gia vào cuộc đấu cuối cùng. Mỗi thí sinh sẽ sáng tác và trình diễn solo ở đêm đầu tiên, sau đó kết hợp với HLV và giám khảo trong đêm Gala được truyền hình trực tiếp.
Khán giả có thể bình chọn thí sinh mà họ mong muốn trở thành người chiến thắng thông qua ứng dụng VieOn. Kết quả chung cuộc sẽ dựa vào số bình chọn của khán giả (60%) và điểm số của các HLV/ban giám khảo (40%). HLV bình chọn cho thí sinh của mình sẽ được tính là 1 phiếu và khi bình chọn cho thí sinh đội khác sẽ là 2 phiếu. Thí sinh có kết quả cao nhất sẽ chiến thắng và trở thành quán quân.
Đêm chung kết 1 & 2 được diễn ra vào lúc 20 giờ các ngày 22 tháng 1 và 26 tháng 1 năm 2022.
Cơ cấu giải thưởng bao gồm:
- Quán quân: 1 cúp quán quân, 500 triệu đồng tiền mặt, 250 triệu đồng tiền mặt đến từ nhà tài trợ Pepsi, 20 triệu đồng tiền mặt đến từ nhà tài trợ ZaloPay, 1 đĩa đơn do Warner Music Vietnam (+ ca sĩ quốc tế) thực hiện, Samsung Galaxy Z Fold3 5G, 1 máy lọc nước + 1 máy lọc không khí đến từ Coway, 1 thẻ Jeep Platinum đến từ Jeep Automobile Vietnam.
- Á quân: 1 đĩa bạc, Samsung Galaxy Z Flip3 5G, 1 máy lọc nước + 1 máy lọc không khí đến từ Coway, 1 thẻ Jeep Gold đến từ Jeep Automobile Vietnam.
- Top 8: Mỗi giải gồm 20 triệu đồng tiền mặt đến từ nhà tài trợ ZaloPay, 1 máy lọc không khí đến từ Coway.

     Quán quân
     Á quân
     Giải 3

### Trình diễn Solo (tập 15 - 22/01/2022)
| Thứ tự | Tên thí sinh                          | Đội       | Tên bài hát         | Mã số bình chọn | Tổng điểm chung cuộc |
| ------ | ------------------------------------- | --------- | ------------------- | --------------- | -------------------- |
| 1      | Mai Thanh An (DLow) (Tổ Quạ)          | Karik     | "Đi sau về trước"   | 07              |                      |
| 2      | Hoàng Tiến Anh (Hoàng Anh)            | Wowy      | "Sinh tồn"          | 02              |                      |
| 3      | Trần Trung Hiếu (Lil' Wuyn) (95G)     | Rhymastic | "Nhập vai"          | 04              |                      |
| 4      | Lê Vũ Đạt (B-Wine) (Under The Hood)   | Rhymastic | "Chú chim thư thái" | 06              | 16%                  |
| 5      | Nguyễn Kim Anh (Kellie)               | Binz      | "Queen of cat"      | 03              |                      |
| 6      | Hồ Thiên Ân (Blacka) (Tổ Quạ)         | Wowy      | "Tranh khuyết"      | 05              | 26%                  |
| 7      | Ngô Cao Hoàng Việt (VSoul) (Hustlang) | Rhymastic | "A. I love you"     | 08              |                      |
| 8      | Huỳnh Long Hải (Seachains) (OTĐ)      | Karik     | "Cảm ơn"            | 01              | 37%                  |

1. ^  DLow được hỗ trợ bởi D.Kid
2. ^  Hoàng Anh được hỗ trợ bởi D.Kid
3. ^  Lil' Wuyn được hỗ trợ bởi R.I.C & Kwzzzy.
4. ^  B-Wine được hỗ trợ bởi Obito.
5. ^  Kellie được hỗ trợ vũ đoàn The Next Door.
6. ^  Blacka được hỗ trợ bởi ca sĩ Sofia & ca sĩ Anh Tú.
7. ^  VSoul được hỗ trợ bởi Tinle & Whee!.

### Trình diễn kết hợp cùng HLV và Giám khảo (tập 16 - 26/01/2022)
Ghi chú: Các tiết mục của các thí sinh được ghi hình và phát sóng. Phần trình diễn của khách mời và phần trao giải được truyền hình trực tiếp.
| Thứ tự                        | Tên thí sinh                                         | Đội       | Tên bài hát                              | Song ca cùng |
| ----------------------------- | ---------------------------------------------------- | --------- | ---------------------------------------- | ------------ |
| 1                             | Hồ Thiên Ân (Blacka) (Tổ Quạ)                        | Wowy      | "Tâm trong tim"                          | Wowy         |
| 2                             | Trần Trung Hiếu (Lil' Wuyn) (95G)                    | Rhymastic | "Hết nấc"                                | LK           |
| 3                             | Nguyễn Kim Anh (Kellie)                              | Binz      | "Do it for Fly Team"                     | Binz         |
| 4                             | Hoàng Tiến Anh (Hoàng Anh)                           | Wowy      | "Úi xời"                                 | JustaTee     |
| 5                             | Lê Vũ Đạt (B-Wine) (Under The Hood)                  | Rhymastic | "Hoan hô"                                | Rhymastic    |
| 5                             | Ngô Cao Hoàng Việt (VSoul) (Hustlang)                | Rhymastic | "Hoan hô"                                | Rhymastic    |
| 6                             | Mai Thanh An (DLow) (Tổ Quạ)                         | Karik     | "Khắc cốt ghi tâm"                       | Karik        |
| 6                             | Huỳnh Long Hải (Seachains) (OTĐ)                     | Karik     | "Khắc cốt ghi tâm"                       | Karik        |
| Phần trình diễn của khách mời |                                                      |           |                                          |              |
| 1                             | DC                                                   | —         | "Giơ tay lên"                            | —            |
| 2                             | tlinh                                                | —         | "Gái độc thân"                           | —            |
| 3                             | Ricky Star                                           | —         | "Ta lại ở đây khi nào - Khi nào OTĐ tới" | —            |
| 4                             | Free, 2Can, Im Possible, $A Milo, Sidie, Mai Âm Nhạc | —         | "Chúng ta là chiến binh Rap Việt"        | —            |

1. ^  Blacka được hỗ trợ bởi ca sĩ LyLy và con Bạch Tuộc Đồ Chơi được Wowy tặng ở vòng chinh phục.
2. ^  Hoàng Anh được hỗ trợ bởi vũ đoàn Freestyle Crew.
3. ^  Tiết mục của Karik được hỗ trợ bởi ca sĩ Tuấn Khanh.
4. ^  Ricky Star được hỗ trợ bởi diễn viên nhí Quốc Vũ

## Bảng loại trừ
| Thí sinh                            | Vòng Chinh phục | Vòng Chinh phục | Vòng Đối đầu | Vòng Bứt phá | Vòng Bứt phá | Vòng Chung kết |
| ----------------------------------- | --------------- | --------------- | ------------ | ------------ | ------------ | -------------- |
| Huỳnh Long Hải (Seachains)          |                 | An toàn         | An toàn      | F            | Thắng        | Quán quân      |
| Hồ Thiên Ân (Blacka)                |                 | An toàn         | An toàn      | B            | Thắng        | Á quân         |
| Lê Vũ Đạt (B-Wine)                  |                 | An toàn         | An toàn      | A            | Thắng        | Top 3          |
| Mai Thanh An (Dlow)                 | Nguy hiểm       | An toàn         | E            | Top 8        | Thắng        |                |
| Hoàng Tiến Anh (Hoàng Anh)          |                 | An toàn         | An toàn      | Top 8        | E            | Nguy hiểm      |
| Trần Trung Hiếu (Lil' Wuyn)         |                 | An toàn         | An toàn      | Top 8        | F            | Nguy hiểm      |
| Nguyễn Kim Anh (Kellie)             |                 | An toàn         | An toàn      | Top 8        | D            | Thắng          |
| Ngô Cao Hoàng Việt (VSoul)          |                 | An toàn         | Nguy hiểm    | Top 8        | C            | Thắng          |
| Hoàng Xuân Thắng (6a6y 9ang)        |                 | An toàn         | An toàn      | F            | Loại         |                |
| Bùi Đức Trần Hoàn (Im Possible)     |                 | An toàn         | Nguy hiểm    | F            | Loại         |                |
| Nguyễn Ngọc Huy ($A Milo)           | An toàn         | An toàn         | E            |              | Loại         |                |
| Đặng Thành Hưng (16 BrT)            | An toàn         | An toàn         |              | E            | Loại         |                |
| Nguyễn Minh Phi (Free)              |                 | An toàn         | Nguy hiểm    | D            | Loại         |                |
| Tiên Ngọc Diệp (Sidie)              |                 | An toàn         | Nguy hiểm    | D            | Loại         |                |
| Nguyễn Khôi Nguyên (Pretty XIX)     |                 | An toàn         | Nguy hiểm    | D            | Loại         |                |
| Trần Đăng Khoa (Freaky)             |                 | An toàn         | An toàn      | C            | Loại         |                |
| Đặng Thiên Minh (J Jade)            |                 | An toàn         | An toàn      | C            | Loại         |                |
| Lê Tuấn Nghĩa (Shanhao)             |                 | An toàn         | Nguy hiểm    | C            | Loại         |                |
| Hồ Quang Tuấn (T.C)                 |                 | An toàn         | An toàn      | B            | Loại         |                |
| Đỗ Hoàng Hải (Coldzy)               |                 | An toàn         | An toàn      | B            | Loại         |                |
| Lý Quốc Phong (Obito)               |                 | An toàn         | An toàn      | B            | Loại         |                |
| Vương Ngọc Tân (Sol7)               | An toàn         | A               | An toàn      |              | Loại         |                |
| Nguyễn Cao Kỳ (Pjpo)                | An toàn         | Nguy hiểm       | A            |              | Loại         |                |
| Lê Minh Quốc (Xám)                  | An toàn         |                 | An toàn      | A            | Loại         |                |
| Lê Ngọc Duy (Cà Nâu)                | An toàn         |                 | Loại         |              |              |                |
| Phạm Thị Yến Vi (V#)                | An toàn         |                 | Loại         |              |              |                |
| Nguyễn Tuấn Minh (D.Kid)            | An toàn         |                 | Loại         |              |              |                |
| Nguyễn Hoàng Nam (T.B.O)            | An toàn         |                 | Loại         |              |              |                |
| Nguyễn Công Lập (Lập Nguyên)        | An toàn         |                 | Loại         |              |              |                |
| Lê Phước Thành (Night T)            | An toàn         |                 | Loại         |              |              |                |
| Phạm Hoàng Hải (Phaos)              | An toàn         |                 | Loại         |              |              |                |
| Nguyễn Chí Thành (Arthur)           | An toàn         |                 | Loại         |              |              |                |
| Nguyễn Quang Tùng Dương (RAF)       | An toàn         |                 | Loại         |              |              |                |
| Nguyễn Minh Quân (TDO Kwan)         | An toàn         |                 | Loại         |              |              |                |
| Ngô Mai Gia Huy (Mai Ngô)           | An toàn         |                 | Loại         |              |              |                |
| Nguyễn Ngọc Hưng (Killic)           | An toàn         |                 | Loại         |              |              |                |
| Hoàng Hương Quỳnh Mai (Mai Âm Nhạc) | An toàn         |                 | Loại         |              |              |                |
| Trần Viết Hoàng (2Can)              | An toàn         |                 | Loại         |              |              |                |

   Thí sinh nam.
   Thí sinh nữ.
   Thí sinh đội Rhymastic.
   Thí sinh đội Binz.
   Thí sinh đội Wowy.
   Thí sinh đội Karik.
An toàn Thí sinh được vào vòng trong không qua nón vàng hay vòng giải cứu.
An toàn Thí sinh được HLV tung nón vàng ở vòng Chinh phục.
Nguy hiểm Thí sinh được cứu bởi HLV đội khác nhờ chiếc nón vàng ở vòng Đối đầu.
Nguy hiểm Thí sinh được cứu bởi HLV ở vòng Đối đầu.
Loại Thí sinh bị loại.
Thắng Thí sinh bước vào đêm Chung kết.
Nguy hiểm Thí sinh bước vào đêm Chung kết nhờ nón vàng của Ban giám khảo.
Quán quân Top 1
Á quân Top 2
Top 3 Top 3
Top 8 Top 4-8

## Tài trợ
Chương trình được sự tài trợ chính của nhãn hàng Pepsi và Lay's thuộc công ty Suntory Pepsico Việt Nam. Ngoài ra chương trình còn có sự tài trợ của Samsung, nhãn hàng máy lọc nước, máy lọc không khí Coway, công ty Jeep Việt Nam.

## Ảnh hưởng và đón nhận
Sau thành công của mùa đầu tiên, Rap Việt mùa 2 trở thành chương trình truyền hình được nhiều khán giả mong đợi nhất. Sức nóng của chương trình nóng đến mức, đã có rất nhiều thí sinh đăng ký tham gia chương trình ngay khi chương trình khởi động tuyển sinh, trong đó có nhiều thí sinh là rapper nổi tiếng. Ngay khi tập mở màn được lên sóng, chương trình đã dẫn đầu top thịnh hành YouTube tại Việt Nam với hơn 2,3 triệu lượt xem sau hơn 12 giờ công chiếu, số người xem cùng lúc gấp hơn 2,5 lần so với tập 1 mùa 1. Từ khoá "Rap Việt mùa 2" lọt top tìm kiếm thịnh hành trên Google trong ngày 16 tháng 10 với hơn 100.000 lượt tìm kiếm. Các tập phát sóng sau đó cũng ghi nhận lượt xem cao và duy trì trong top thịnh hành suốt nhiều ngày. Riêng tập 4, do ảnh hưởng của bê bối vi phạm bản quyền, chương trình chỉ đạt khoảng 3,5 triệu lượt xem và không thể lọt vào top thịnh hành sau hơn 1 ngày công chiếu trên YouTube.

## Sự cố, tranh cãi
Việc Trấn Thành vẫn tiếp tục làm MC của chương trình trong khi đang gặp phải ồn ào cá nhân đã nhận về không ít ý kiến trái chiều. Lối dẫn của anh trong chương trình cũng có nhiều vấn đề, nhất là trong đêm chung kết khi đặt những câu hỏi mang tính riêng tư cho khách mời, body shaming (miệt thị ngoại hình) thí sinh hay câu giờ khi công bố kết quả. Mặc dù vậy, nhiều khán giả cho rằng, Trấn Thành dẫn dắt tốt và phù hợp với chương trình. Bên cạnh đó, dù có bước đột phá về chuyên môn trong phần lớn các tiết mục của thí sinh nhưng vẫn có một số vấn đề với các thí sinh như Mai Âm Nhạc và Lập Nguyên. Sau những tập đầu tiên, chương trình vẫn chưa có tiết mục nào mang tính đột phá về mặt lan tỏa hiệu ứng như ở mùa 1. Hiệu ứng tổng thể có dấu hiệu suy giảm, yếu tố bất ngờ cũng không còn được duy trì ở mùa này. Bên cạnh lý do cái bóng của mùa một quá lớn, Rap Việt giảm nhiệt vì chất lượng các tiết mục. Có thể kể tới như các tiết mục của đội Rhymastic ở vòng đối đầu không hấp dẫn như mong đợi. Tới vòng Bứt phá, ngoài phần thi của Blacka, các tiết mục còn lại cũng khá mờ nhạt. Đặc biệt là Obito, vốn được đánh giá là thí sinh mạnh của đội Binz, cũng bị khán giả nhận xét rap như hát.
Một số giám khảo và huấn luyện viên cũng gây nên sự tranh cãi khi tham gia chương trình, chẳng hạn như sự xuất hiện của Lil' Knight trong chương trình, quyết định chọn thí sinh kém chất lượng của Wowy trong vòng Chinh phục, hay quyết định loại 2Can và Mai Âm Nhạc để chọn Sidie trong trận giải cứu ở vòng Đối đầu của Karik... Trang phục của DJ Mie cũng bị tố là "đạo nhái" trang phục của Lisa (ở vòng Chinh phục) và Winter (ở vòng Đối đầu).
Việc làm lộ các bảng đấu và kết quả của các vòng Đối đầu và vòng Bứt phá của chương trình ngay trước khi lên sóng đã làm mất đi sự bất ngờ và kịch tính vốn có của chương trình. Chiến thắng của Seachains trước Blacka, Lil Wuyn và B-Wine tại chung kết cũng khiến cho nhiều khán giả cảm thấy không thỏa mãn.

### Vi phạm bản quyền hình ảnh
Tối ngày 5 tháng 11 năm 2021, một người dùng mạng xã hội Facebook đã đăng tải bài viết trên trang cá nhân tố cáo chương trình đã sao chép ý tưởng hình ảnh 3D thành phố về đêm của một họa sĩ người Trung Quốc khi thực hiện áp phích chính cho chương trình. "Tôi muốn chỉ ra rằng bức ảnh nghệ thuật này đã bị chương trình Rap Việt lấy đi và chỉnh sửa một cách cẩu thả", người này nhận xét. Không chỉ vậy, các tấm hình nền cho các bức ảnh giới thiệu thí sinh Seachains và chúc mừng Blacka cũng đã bị ê-kíp chương trình sử dụng trái phép. Chưa dừng lại ở đó, bức ảnh của Blacka vẫn còn dấu hiệu của CGPrecepto - công ty nắm bản quyền hình ảnh, hiện đã bị gỡ bỏ khỏi fanpage Rap Việt. Ông Jaime Jasso, chuyên gia thiết kế đồ họa, đồng thời là tác giả của hình ảnh đã bị sử dụng cho poster của Blacka, xác nhận phía Rap Việt chưa từng mua bản quyền hay xin phép sử dụng hình ảnh do ông thực hiện bằng kỹ thuật 3D. Jaime Jasso nói: "Tôi buộc phải công khai sự việc lên Facebook cá nhân về hành vi thiếu tôn trọng này. Hành động cần được ngăn chặn và đơn vị vi phạm phải trả phí bản quyền". Ông Jasso sau đó cho biết đã nhận được phản hồi từ đại diện chương trình nhưng không hài lòng về cách "đổ lỗi do bộ phận thiết kế". Hiện ông ủy quyền cho một đại diện ở Việt Nam giải quyết sự việc.
Sáng ngày 6 tháng 11, trong thông cáo báo chí được phát, đại diện chương trình thừa nhận đã sử dụng hình ảnh đồ họa của nước ngoài để làm áp phích cho chương trình. Theo đó, bộ phận thiết kế của chương trình đã tải bức ảnh thành phố 3D từ một trang web cung cấp nguồn ảnh miễn phí, nhưng do sơ suất nên không kiểm tra lại vấn đề bản quyền hình ảnh. Người này cho biết Vie Channel đang tích cực liên lạc với tác giả, đơn vị sở hữu hình ảnh trên để xin phép quyền sử dụng. Tuy nhiên, về vấn đề hai bức ảnh của Blacka và Seachains có đạo nhái hình ảnh hay không thì phía chương trình không đề cập đến. Sau đó, tập 4 lên sóng tối hôm đó tiếp tục sử dụng hình hiệu và thiết kế vi phạm bản quyền hình ảnh. Ngay lập tức, chuyên gia đồ họa Trương Huyền Đức - người đại diện tại Việt Nam của chủ nhân bức hình bị Rap Việt sử dụng trái phép tuyên bố sẽ báo cáo kênh YouTube Rap Việt nếu không xử lý vụ việc một cách thỏa đáng: "Thay mặt ông Jasso, tôi yêu cầu phía Rap Việt xóa toàn bộ các video có nội dung vi phạm và công khai xin lỗi các nghệ sĩ bị vi phạm bản quyền".
Trong một diễn biến liên quan, chiều 7 tháng 11 trên mạng xã hội tiếp tục xuất hiện bài đăng tố chương trình dùng hình ảnh mẫu mặt nạ Razer Zephyr để che mặt thí sinh trên áp phích 2 thí sinh Free và Flex mà chưa xin phép. Đích thân tỷ phú Trần Dân Lượng, chủ công ty Razer, đơn vị sản xuất mẫu mặt nạ này đã có dòng trạng thái đăng tải lên Facebook thu hút nhiều sự chú ý: "Có người hâm mộ nào tại Việt Nam có thể nói cho tôi biết chương trình Rap Việt này là gì và vì sao họ lại sử dụng mặt nạ Razer Zephyr không?". Sau khoảng vài tiếng, tỷ phú người Singapore đã cập nhật bài viết, cho biết đại diện của Rap Việt đã liên hệ và cam kết ghi đầy đủ nguồn gốc thiết kế cũng như tên của sản phẩm mặt nạ Razer Zephyr. Đại diện truyền thông Rap Việt cũng xác nhận 2 bên đạt được thỏa thuận sử dụng hình ảnh.
Nhiều ý kiến trên mạng xã hội cũng bày tỏ sự không hài lòng, cho rằng một chương trình truyền hình tìm kiếm tài năng không nên có những hành động coi thường chất xám của người nghệ sĩ.

### Sai tên tác giả
Tối ngày 6 tháng 11 năm 2021, ngay sau khi tập 4 lên sóng, nhạc sĩ Nguyễn Văn Chung bày tỏ sự không hài lòng trên trang cá nhân về việc chương trình đã nhầm lẫn tên tác giả ca khúc Bay giữa ngân hà (phần giai điệu bài hát được rapper Lập Nguyên sử dụng để biểu diễn) là Nam Cường (ca sĩ thể hiện bài hát gốc) thay vì để tên Nguyễn Văn Chung ở phần tác giả. Phía chương trình đã liên hệ với nhạc sĩ và hứa chỉnh sửa trước khi tập 4 được phát trên nền tảng trực tuyến và đã chỉnh sửa trước khi đăng. Nhạc sĩ đã bày tỏ sự thông cảm trước sai sót của đội ngũ biên tập và cũng tự hào khi ca khúc của mình được một rapper chọn lựa.

### Nghi vấn đạo nhạc của thí sinh
Tập 4 (phát sóng ngày 6 tháng 11 năm 2021) có sự xuất hiện của thí sinh Lập Nguyên với phần dự thi mang tên "Cùng yêu cùng cố", được phối lại từ bài hát "Bay giữa ngân hà" của nhạc sĩ Nguyễn Văn Chung. Sau khi chương trình lên sóng, Lập Nguyên vấp phải nhiều tranh cãi từ cộng đồng mạng do vướng phải hàng loạt nghi vấn đạo nhái. Nhiều người cho rằng phần lời trong ca khúc dự thi của anh có nét tương đồng với ca khúc "Phải là yêu" của nhóm Gerdnang. Cụ thể, một câu trong lời bài hát của Lập Nguyên: "Em như một thiên thần rơi xuống trần gian gọi em là Maika"  bị phát hiện là giống với một câu trong "Phải là yêu" do Hieuthuhai trình bày: "Như thiên thần rơi xuống trần gian gọi em là Maika". Trước sự hoài nghi của cộng đồng mạng về việc Lập Nguyên mượn ý tưởng của Hieuthuhai, nam rapper đã đăng tải bài viết đính chính cho rằng câu rap trên được lấy cảm hứng từ tác phẩm văn học nổi tiếng có tên Cô bé từ trên trời rơi xuống Maika. Anh cho biết "đó là tất cả những cảm xúc thật nhất của anh dành cho bạn gái được thể hiện qua bản rap này". Theo Lập Nguyên, anh rất vui khi biết Hieuthuhai cùng yêu thích tác phẩm và nhân vật Maika với mình. Ngoài ra, có ý kiến cho rằng Lập Nguyên cũng sử dụng những cụm từ khiến nhiều người liên tưởng tới bài hát "Tình yêu bận bịu" của thí sinh TLinh trong mùa 1. Nếu trong ca khúc của TLinh có câu: "Dưới ánh trăng slow dance như phim romance' thì Lập Nguyên cũng có câu: 'Ly whisky, slowdance. Dưới trăng sáng mình romance".
Ở tập 5 (phát sóng ngày 13 tháng 11), khán giả phát hiện bản rap "Lucky Boy" do DLow thể hiện có câu "Everybody rap like that. Everybody wanna make a track like that" giống như câu rap trong bài "Mumble Rapper Vs Lyricist" của Vin Jay. Tuy nhiên sau đó đại diện của anh xác nhận chính tác giả đã cho phép anh sử dụng đoạn rap này trong bài của anh.